# Chlaenius ruficauda
Chlaenius ruficauda är en skalbaggsart som beskrevs av Maximilien de Chaudoir. Chlaenius ruficauda ingår i släktet Chlaenius och familjen jordlöpare. Inga underarter finns listade i Catalogue of Life.

## Bildgalleri

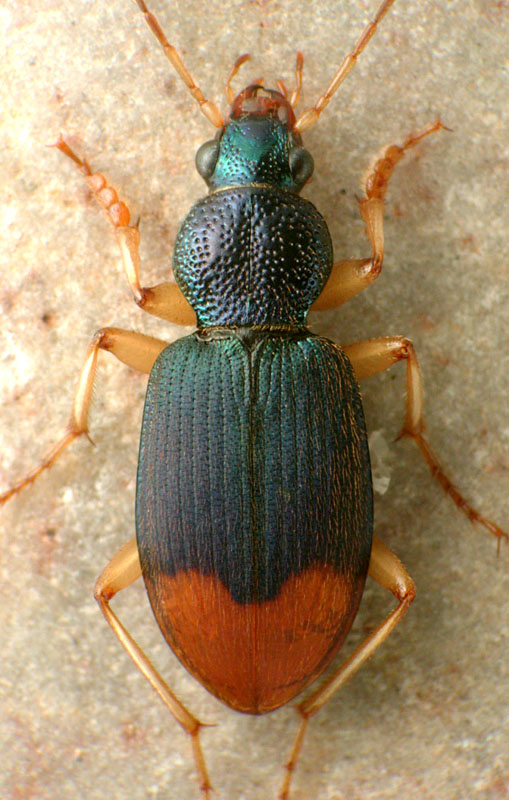